# Ludus Matutinus
De Ludus Matutinus was een gladiatorenschool in het Oude Rome. Het was een van de vier ludi die tussen 80 en 90 n.Chr. werden gebouwd door keizer Domitianus, om gladiatoren te trainen voor het nabijgelegen Colosseum.
Uit de naam van deze school (matutinus = van de ochtend) blijkt dat hier de gladiatoren werden opgeleid die optraden tijdens de venationes. Dit waren de voorstellingen tijdens de ochtendshows, waarbij door voor dit doel getrainde gladiatoren, de Bestiarii, jacht werd gemaakt op verschillende soorten dieren uit alle delen van het rijk. Zij vochten onder andere tegen leeuwen, panters, beren, stieren, nijlpaarden en krokodillen.
De Ludus Matutinus is bekend uit de Notitia en het Curiosum, twee vierde-eeuwse beschrijvingen van de districten van Rome. Hieruit blijkt dat het gebouw in het tweede district van de stad stond, waarschijnlijk aan het plein voor het Colosseum en direct naast de Ludus Magnus. Op deze locatie werden in 1938 inderdaad de restanten van een gebouw aangetroffen dat ongeveer hetzelfde grondplan als de Ludus Magnus had, maar dan op kleinere schaal.